# Оброваць
Оброваць (хорв. Obrovac) — місто в Хорватії в Задарській жупанії.
Місто розташоване за 40 кілометрів на північний схід від Задара. Розляглося в каньйоні річки Зрманя на відстані приблизно 12 кілометрів від місця її впадіння в Новіградське море (затока Адріатичного). На пагорбі над містом височіють руїни середньовічної фортеці.
Оброваць вперше згаданий у 1337 році. З 1527 по 1687 рік був під владою Османської імперії. З 1991 року — у незалежній Хорватії.

## Демографія
Історично більшість населення Оброваця становили серби, в 1971 році за переписом населення 62,5% мешканців були сербами, 28,5% — хорватами. У 1991 році 75% жителів — серби, 17% — хорвати. Після операції «Буря» в 1995 році велика частина сербського населення покинула місто, їхнє місце зайняли хорватські біженці з Боснії. За даними 2001 року 84% жителів Обровца були хорватами, 13% — сербами.
Населення громади за даними перепису 2011 року становило 4 323 осіб, 1 з яких назвала рідною українську мову. Населення самого міста становило 996 осіб.
Динаміка чисельності населення громади:
Динаміка чисельності населення міста:

## Населені пункти
Крім міста Оброваць, до громади також входять: 
- Билишане
- Богатник
- Голубич (Оброваць
- Горній Карин
- Каштел-Жегарський
- Комазеці
- Крупа
- Крушево
- Мушковці
- Надвода
- Зеленград

## Клімат
Середня річна температура становить 13,61°C, середня максимальна – 27,53°C, а середня мінімальна – 0,46°C. Середня річна кількість опадів – 944 мм.
| Клімат міста                                  | Клімат міста | Клімат міста | Клімат міста | Клімат міста | Клімат міста | Клімат міста | Клімат міста | Клімат міста | Клімат міста | Клімат міста | Клімат міста | Клімат міста | Клімат міста |
| Показник                                      | Січ.         | Лют.         | Бер.         | Квіт.        | Трав.        | Черв.        | Лип.         | Серп.        | Вер.         | Жовт.        | Лист.        | Груд.        |              |
| Середній максимум, °C                         | 9,13         | 9,89         | 12,88        | 16,16        | 20,88        | 24,69        | 27,53        | 27,04        | 22,98        | 18,27        | 13,02        | 9,90         |              |
| Середня температура, °C                       | 4,79         | 5,56         | 8,55         | 11,82        | 16,54        | 20,36        | 23,69        | 23,21        | 19,14        | 14,43        | 9,18         | 6,06         |              |
| Середній мінімум, °C                          | 0,46         | 1,22         | 4,20         | 7,46         | 12,21        | 16,02        | 19,84        | 19,36        | 15,30        | 10,60        | 5,33         | 2,22         |              |
| Норма опадів, мм                              | 76           | 70           | 74           | 80           | 72           | 65           | 42           | 56           | 97           | 104          | 113          | 95           |              |
| Середньомісячна швидкість вітру, м/с          | 2.62         | 2.74         | 2.92         | 2.81         | 2.47         | 2.27         | 2.28         | 2.17         | 2.34         | 2.47         | 2.93         | 2.88         |              |
| Середньомісячна сонячна радіація, кДж/м²·день | 5036         | 7674         | 11313        | 16023        | 20029        | 22407        | 24117        | 21082        | 15438        | 9885         | 5391         | 4257         |              |
| --------------------------------------------- | ------------ | ------------ | ------------ | ------------ | ------------ | ------------ | ------------ | ------------ | ------------ | ------------ | ------------ | ------------ | ------------ |
| Джерело:                                      |              |              |              |              |              |              |              |              |              |              |              |              |              |